# 阔什阿尕什羊场
阔什阿尕什羊场，是中华人民共和国新疆维吾尔自治区伊犁哈萨克自治州巩留县下辖的一个乡镇级行政单位。

## 行政区划
阔什阿尕什羊场下辖以下地区：
新农二队、羊二队、新农一队、新羊一队和克孜勒齐勒克队。